# Voces
Voces è un film horror del 2020 diretto da Ángel Gómez Hernández.
Si tratta del primo lungometraggio del regista, precedentemente impegnato esclusivamente in cortometraggi.

## Trama
Daniel e Sara, il cui lavoro consiste nel comprare vecchie case per poi ristrutturarle e rivenderle, si stabiliscono in una casa molto grande ma anche molto vecchia, dotata di una piscina da restaurare. Il figlio Eric, in un primo momento entusiasta della nuova abitazione, inizia tuttavia a sentire voci che gli dicono cose orribili e lo spingono a fare strani disegni: Sofia, la psicologa chiamata dalla coppia per eseguire una seduta di psicoterapia al bambino, muore tragicamente subito dopo la visita, proprio mentre Eric ne raffigura il decesso in uno dei suoi disegni. Nei giorni successivi, il bambino sente strane voci provenire dal suo walkie talkie, secondo le quali suo padre lo odierebbe; Eric assume inoltre degli atteggiamenti violenti a scuola, finendo per farsi espellere. Dopo alcuni giorni, il bambino muore nella piscina della dimora: devastata dal dolore, Sara va via e lascia Daniel da solo nell'abitazione.
Daniel inizia presto a sentire alcune strane voci ed a vedere strani fenomeni. Dopo aver ascoltato e registrato la voce di suo figlio, l'uomo riesce a coinvolgere Germán, uno scrittore che si occupa di paranormale e in particolare di "psicofonie", fenomeni come quello appena vissuto da Daniel. Le ricerche dell'uomo appurano come quella casa fosse un tempo un tribunale dell'inquisizione in cui sono state uccise migliaia di presunte streghe: ipotizza dunque che una di quelle donne fosse una vera strega e che il suo spirito viva ancora nella casa. Sua figlia Ruth, la cui madre è morta molti anni prima in circostanze misteriose e che accompagna spesso suo padre sul lavoro, non crede tuttavia in queste teorie. La donna inizia a cambiare idea quando interrompe suo padre mentre, in uno stato ipnotico, tenta di suicidarsi tagliandosi i polsi. Quando Sara ritorna nella casa in seguito a una strana telefonata ricevuta, scopre che il marito ha coinvolto uno studioso del paranormale e si infuria, quindi sale nella vecchia camera di Eric per portare via le sue cose. La donna viene tuttavia sorpresa da un'entità che, dopo aver assunto le sembianze di suo figlio, la spinge ad impiccarsi.
Mentre Daniel, Germán e Ruth sono al piano inferiore, i tre vedono il corpo di Sara apparire all'improvviso fuori dalla finestra: Daniel tenta invano di salvarla. Visionando il video del suicidio, Germán e Ruth scoprono che Sara ha agito come ipnotizzata e che un'altra entità era nella stessa stanza con lei. Nel frattempo Daniel impazzisce in preda alle voci che lo tormentano e minaccia di suicidarsi con un fucile: i due riescono a farglielo posare e poi, tutti insieme, si recano nella cantina della casa, unica zona finora inesplorata. Qui scoprono i resti di una strega uccisa attraverso una tortura differente dal rogo: Germán ipotizza che proprio la mancata distruzione dei suoi resti abbia fatto sì che non sia stata sconfitta in maniera definitiva. Mentre Germán cosparge di benzina il cadavere, Daniel e Ruth vedono gli spiriti dei rispettivi cari scomparsi: si tratta di illusioni generate dalla strega per impedire che il rogo si consumi.
Ipnotizzata dall'entità, Ruth tenta di uccidere suo padre: questi, tuttavia, riesce a difendersi e a dare fuoco al cadavere della strega, annullando in questo modo le illusioni di cui Ruth e Daniel sono vittime. I tre riescono a mettersi in salvo mentre le ossa bruciano: la strega appare dunque sconfitta. Nei giorni successivi, mentre German e Ruth si apprestano a partire, Daniel inizia a staccare dalle pareti di casa i disegni fatti da suo figlio mentre era sotto l'influsso della strega, scoprendo come tutti essi raffigurino gli avvenimenti violenti accaduti di recente, tranne uno. Davanti a quel disegno, l'uomo entra in uno stato di trance e si dirige verso la piscina in cui suo figlio è morto: qui ha un deja vu e scopre di essere stato proprio lui, sotto l'influsso della strega, ad annegare il proprio figlio. Sopraffatto dal dolore, l'uomo si suicida con il fucile, avverando il presagio dell'ultimo disegno.
Dopo i titoli di coda, è presente una scena dove Ruth, mentre si trova con suo padre in ospedale, visiona l'esorcismo di una ragazza che si ritiene essere posseduta.

## Produzione
Le riprese sono iniziate nel febbraio 2020.

## Distribuzione
A livello internazionale il film è stato distribuito da Netflix.

## Accoglienza
Il film ha ricevuto critiche miste dalla critica spagnola. Luisa N. Jabato della rivista eCartelera ha affermato: "'Voces cerca shock, paura facile, terrore classico e vuoto che terrorizzava un pubblico più innocente, ma che adesso, visti i recenti sviluppi del genere […] risulta un film povero e blando".  Fausto Fernández di Fotogramas afferma invece "Il modo in cui un regista che finora ha diretto solo cortometraggi riesca a gestire tutti gli elementi del film, dal più crudele e dolorosamente umano […] al più soprannaturale […], mi fa dare il benvenuto a un autore di prim'ordine". Irene Crespo di Cinemania afferma: "Nel suo debutto in un lungometraggio, il regista mette un sacco di elementi sullo schermo, senza paura di utilizzare dei cliché per raggiungere sia il grande pubblico che i fan del genere".